# Pieczarka leśna

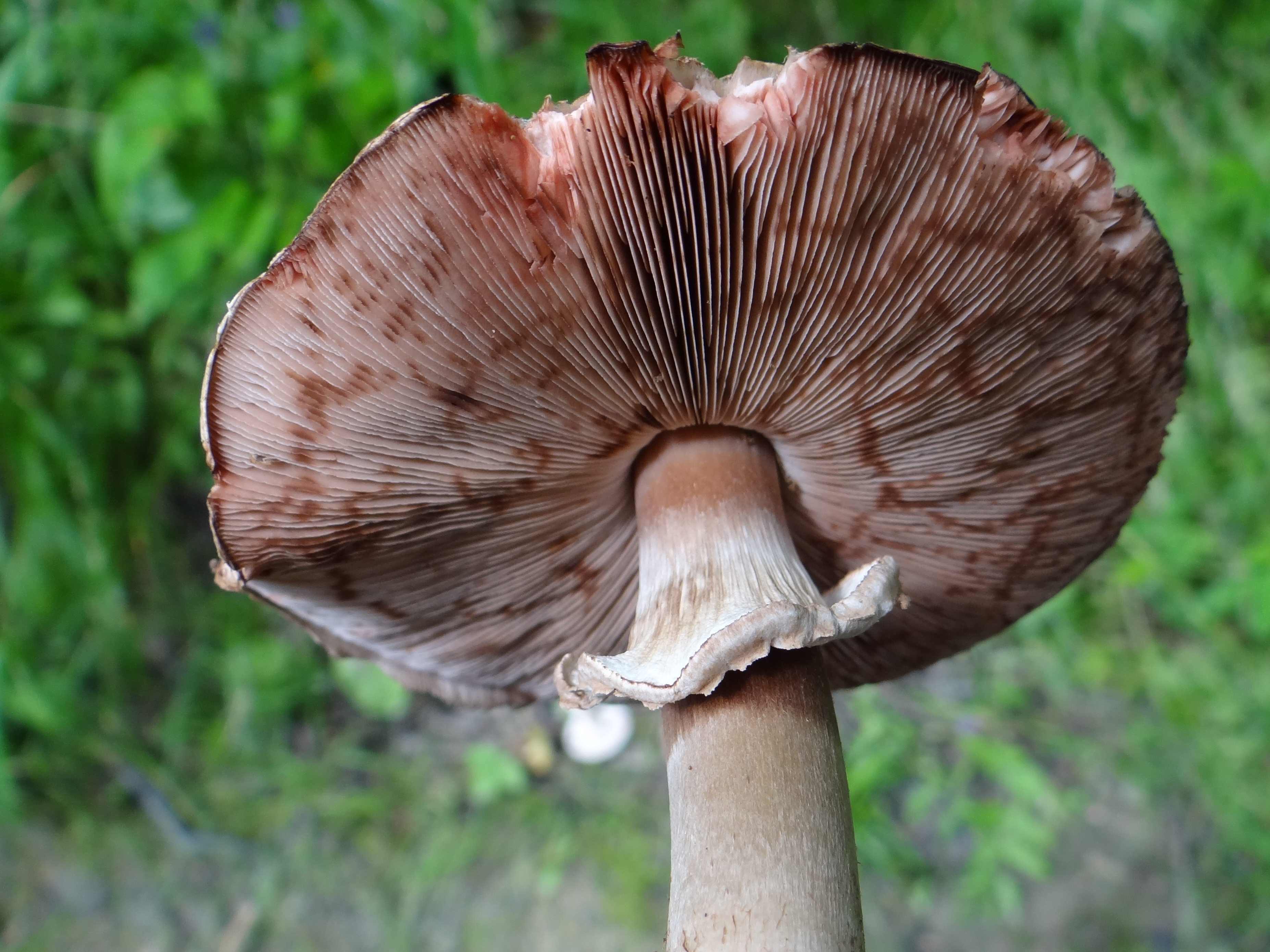

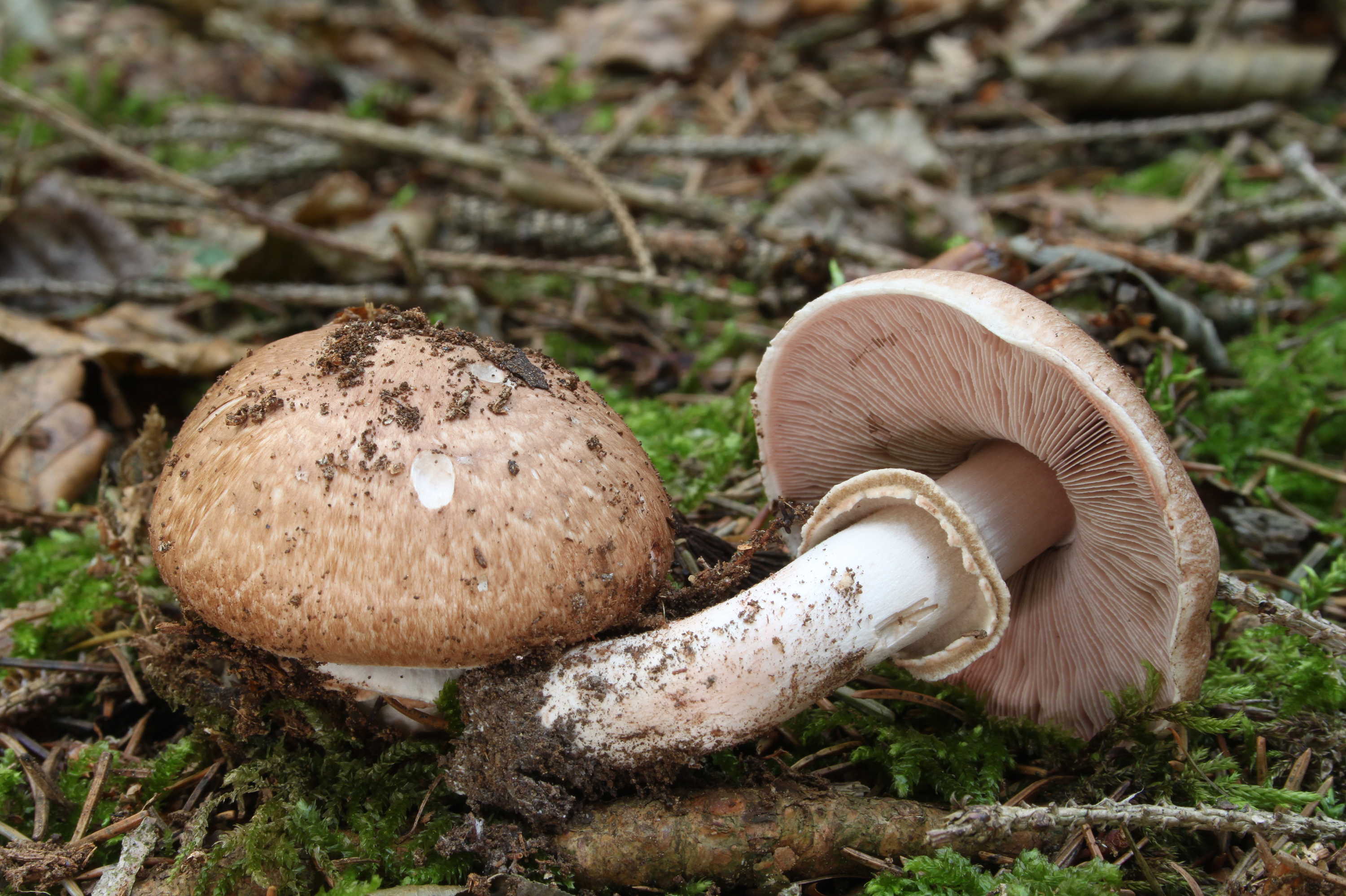

Pieczarka leśna (Agaricus sylvaticus Schaeff.) – gatunek grzybów z rodziny pieczarkowatych (Agaricaceae).

## Systematyka i nazewnictwo
Pozycja w klasyfikacji według Index Fungorum: Agaricaceae, Agaricales, Agaricomycetidae, Agaricomycetes, Agaricomycotina, Basidiomycota, Fungi.
Po raz pierwszy opisał go w 1774 r. Jacob Christian Schaeffer i nadana przez niego nazwa naukowa jest aktualna. Synonimów naukowych ma 40.
Polską nazwę podał Feliks Berdau w 1876 r. W polskim piśmiennictwie mykologicznym gatunek ten ma też nazwę pieczarka lśniąca.

## Morfologia
Kapelusz
Średnica 3–10 cm, u młodych okazów dzwonkowaty lub półkulisty, później łukowaty, u starszych płaski. Powierzchnia sucha, o barwie od ciemnobrązowej do ochrowej, gęsto pokryta cynamonowobrązowymi przylegającymi łuseczkami o włóknistej strukturze. Czasami (rzadko) występuje forma o jasno ubarwionym kapeluszu.
Blaszki
Gęste, wąskie, wolne, u młodych okazów siwoczerwonawe, u starszych ciemnobrązowe. Ostrza blaszek jaśniejsze. Biała i błoniasta osłona częściowa utrzymuje się dość długo.
Trzon
Wysokość 5–12 cm, grubość 1–2 cm. Po uciśnięciu czerwienieje, później staje się ciemniejszy (brązowy). Jest biały z odstającym pierścieniem u góry, cylindryczny, u dołu bulwiasto zgrubiały, za młodu pełny, potem rurkowaty, łatwo odłamujący się od kapelusza.
Miąższ
Biały, czerwieniejący po przekrojeniu. Smak dobry, zapach niewyraźny.
Wysyp zarodników
Czarnobrązowy. Zarodniki o średnicy 5,5–6 × 3,5–4 µm, jajowate.
Gatunki podobne
Jest kilka gatunków pieczarek o brązowym kapeluszu. Podobna jest pieczarka karbolowa (Agaricus xanthodermus). Odróżnia ją zapach karbolu oraz żółknąca podstawa trzonu. U rzadkiej pieczarki liliowoczerwonawej (Agaricus porphyrizon) miąższ po uszkodzeniu żółknie, ma też nieco inną barwę kapelusza.

## Występowanie i siedlisko
Pieczarka leśna występuje w Ameryce Północnej, Europie i Azji. W Polsce jest dość częsta.
Naziemny grzyb saprotroficzny występujący w lasach iglastych i mieszanych, rzadko w liściastych i zaroślach, czasami spotykany jest także na łąkach i w parkach. Najczęściej rośnie pod świerkiem pospolitym i jodłą pospolitą, ale również pod olszami i wierzbami.

## Znaczenie
Grzyb jadalny. Można go przyrządzać na różne sposoby. Zbiera się go jednak rzadko, gdyż nie jest ładny i ma czerwieniejący miąższ. Badania naukowe wykazały, że spożywanie pieczarki leśnej poprawia stan odżywienia i zmniejsza niepożądane działania w funkcjonowaniu jelit, nudności, wymioty, brak łaknienia i gorączkę u pacjentów leczonych chemioterapią.